# Lange Antares 20E
Lange Antares 20E er et etsædet svævefly fremstillet af Lange Aviation  siden 2003. Flyet konkurrerer i åben klasse og udmærker sig ved at have en udklappelig motorkonsol i bagkroppen, som muliggør selvstart.

## Design
Vingens forkant følger en super-elliptisk form og ni forskellige profiler i spil fra vingerod til -tip. Vingen er udstyret med flaperons i fuld vingelængde, som ved 115 km/h muliggør sideskift med 45° krængning på under 4 sekunder. Den beregnede polar viser et bedste glidetal på 56 ved mellem 115 og 130 km/h, stall omkring 73-90 km/h og en fart på over 200 km/h, før flyet taber mere end 2 m/s.

### Fremdrift
Valget af el-motor til fremdrift var bestemt af, at der årligt var et antal havarier med forbrændingsmotorer, som er komplicerede at få startet, hvilket stresser piloten. Desuden ønskedes et mere støjsvagt selvstartende fly.
I flyets bagkrop findes en udklappelig motorkonsol med en to-bladet propel.
Motoren er en børstløs elektrisk motor med udvendig rotor, som kan yde op til 42 kW, hvilket muliggør stigning med op til 4,2 m/s til 3.500 m.
Batterierne er af lithium-ion-typen og ligger i vingerne bag forkanten i vingernes inderste halvdel. Batterierne kan efter 4.500 fulde ladecykler (eller 20 år) stadig have 80% af den oprindelige kapacitet. En fuld opladning kan tage op til 9 timer. Laderen er indbygget i fly-kroppen, og flyet vil således kunne oplades alle steder, hvor der er 1,7 kW til rådighed.  Batterikapaciteten rækker til stigning til 3500 m eller til 185 km ligeud-flyvning ("hjemhentning"; 250 km savtak).
Propellen med en diameter på 2 m er monteret direkte på el-motoren. Den anvendes med op til 1.700 rpm.:6

### På jorden
Hovedhjulet ind- og udfældes elektrisk-hydraulisk men kan udfældes manuelt. Det er forsynet med affjedring og skivebremse. Halehjulet er monteret på sideroret og gør det muligt at styre flyet på jorden ved lav fart.
Batterierne gør vingerne tunge, men det er dog muligt for én person at samle flyet med hjælpemidler.

## Varianter
- Antares 18S - 18 m fly uden motor
- Antares 18T - 18 m fly med Solo 2350 totaktsmotor til hjemhentning
- Antares 23E - 23 m fly med samme 42 kW el-motor

Modellen var også basis for den eksperimentelle Antares DLR-H2, hvor brint-baserede brændselsceller leverede elektriciteten.